# Naxos (obecní jednotka)
Naxos (řecky Νάξος) je řecká obecní jednotka na stejnojmenném ostrově v souostroví Kyklady. Nachází se na severozápadním pobřeží ostrova. Je jednou ze dvou obecních jednotek na ostrově. Na východě sousedí s obecní jednotkou Drymalia.

## Obyvatelstvo
Obecní jednotka Naxos se skládá z 11 komunit, z nichž největší je komunita Naxos. V závorkách je uveden počet obyvatel.
- Obecní jednotka Naxos (12726) o rozloze 126,957 km² — komunity: Agios Arsenios (1327), Engares (178), Galanado (455), Galini (273), Glinado (585), Kinidaros (388), Melanes (652), Naxos (7374), Potamia (285), Sangri (537), Vivlos (672).